# ژان-اریک ورنی
ژان-اِریک وِرْنْی (به فرانسوی: Jean-Éric Vergne) (زادهٔ ۲۵ آوریل ۱۹۹۰) رانندهٔ خودروی مسابقه‌ای اهل فرانسه است، او از سال ۲۰۱۲ تا ۲۰۱۴ در مسابقات فرمول یک و در سال ۲۰۱۷ و ۲۰۱۸ در مسابقات ۲۴ ساعته لمانز شرکت کرده‌است.
نام خانوادگی او گاهی به صورت «وِرْن» هم تلفظ می‌شود.